# Russische Vereinigte Arbeiterfront
Die Russische Vereinigte Arbeiterfront (ROT FRONT) (russisch Российский объединённый трудовой фронт, РОТ ФРОНТ; Transkription: Rossiijskij objedinjonnyj trudowoj front, ROT FRONT) war eine kommunistische Partei in der Russischen Föderation. Sie hatte einen marxistisch-leninistischen Standpunkt.

## Geschichte
ROT FRONT wurde am 22. Februar 2010 in Moskau als Zusammenschluss der seit 2007 ohne Parteienstatus existierenden RKAP-RPK, der linken Sammlungsbewegung Linke Front (russ. Левый фронт), verschiedener Gewerkschaften (u. a. der Gewerkschaft Arbeiter-Allianz) sowie weiterer kleiner Gruppen gegründet.
2012 wurde die Partei durch das Justizministerium der Russischen Föderation offiziell als Partei registriert und somit für alle Wahlen zugelassen. 2020 wurde ihr aufgrund fehlender Wahlteilnahmen der Parteienstatus aberkannt.

## Politische Positionen
Die Russische Vereinigte Arbeiterfront verstand sich als Vertreter der Interessen der Arbeiter, Ingenieure, Ärzte und Lehrer sowie von Studenten und Rentnern – allen derzeitigen, zukünftigen und ehemaligen Lohnarbeitern. Sie unterstützte dabei den Aufbau unabhängiger Gewerkschaften als Organisator dieser Gruppen und wollte darauf aufbauend diese verstärkt in den politischen Prozess einbeziehen – ob in Form von Gewerkschaften, Initiativgruppen, Studentenräten o. ä.
Sie lehnte jede Verteufelung oder blinde Verherrlichung der UdSSR und der mit ihr verbündeten Staaten ab. Jedoch strebte sie auch keine reine Wiederherstellung sowjetischer Strukturen an. Denn den Untergang der UdSSR verband sie vor allem mit eigenen Fehlern der sowjetischen Staats- und Parteiführung. Sie sieht die Einführung kapitalistischer Mechanismen als Ursache wirtschaftlicher Probleme, des Anwachsens von Kriminalität und der Korruption. Aufgrund einer fehlenden Kontrolle durch die Arbeiterschaft und das Entstehen einer neuen Elite mit eigenen Interessen sei es zur Wiederherstellung des Kapitalismus gekommen.
Die Kommunistische Partei der Russischen Föderation (KPRF) sah sie als Weiterentwicklung dieser neuen Elite an, welche die Rolle der Opposition nur vorspiele und stattdessen den staatlichen Behörden dabei helfe, dass Volk zu täuschen. Sie wirft dieser neben zu enger Verbindung mit den staatlichen Strukturen auch zu große Konzentration auf den Parlamentarismus und Distanz zu den arbeitenden Menschen und ihren Gewerkschaften vor.

## Wahlteilnahmen
Eines ihrer führenden Mitglieder, Aleksej Wladimirowitsch Etimatow, kandidierte 2011 bei den Wahlen für die Oblast-Duma der Oblast Leningrad erfolgreich auf der Liste von Gerechtes Russland. Nach dem Ende dieser Legislaturperiode als Abgeordneter kandidierte er erfolglos für die staatliche Duma als Kandidat der liberalen Partei Jabloko.
An den Wahlen 2011 und 2016 nahm die Partei auf gesamtstaatlicher Ebene nicht teil. Versuche zumindest in der Oblast Tjumen 2016 zur Wahl zu stehen scheiterten.
Angebote von ROTFRONT für eine gemeinsame Kandidatur mit der KPRF oder der Partei Kommunisten Russlands blieben erfolglos.